# Isabella von Zypern
Isabella von Zypern (* um 1210; † 1264) war eine Tochter von König Hugo I. von Zypern und der Alice de Champagne. Sie war eine Schwester König Heinrichs I. von Zypern.
Während des Lombardenkrieges hatte Isabella gemeinsam mit ihrer Schwester Maria 1232 die Burg Dieu d’Amour gegen den kaiserlichen Statthalter Richard Filangieri verteidigt, bis sie nach der Schlacht bei Agridi befreit wurden.
Sie heiratete 1233 Heinrich von Antiochia, den Bruder des Fürsten Bohemund V. von Antiochia, mit dem sie einen gemeinsamen Sohn hatte, den späteren König Hugo III. von Zypern beziehungsweise Hugo I. von Jerusalem. Weiterhin hatten sie eine Tochter, Margarete, die 1268 mit Johann von Montfort verheiratet wurde. Nach dem Tod ihrer Schwägerin Plaisance von Antiochia 1261 war sie Regentin für deren Sohn Hugo II. von Zypern.